# Coursetia guatemalensis
Coursetia guatemalensis är en ärtväxtart som beskrevs av Velva Elaine Rudd. Coursetia guatemalensis ingår i släktet Coursetia, och familjen ärtväxter. Inga underarter finns listade i Catalogue of Life.